# 기동전사 건담 0083 스타더스트 메모리
《기동전사 건담 0083 스타더스트 메모리》(일본어: 機動戦士ガンダム0083 STARDUST MEMORY, きどうせんしガンダム ダブルオーエイティースリー スターダストメモリー, 영어: Mobile Suit Gundam 0083 Stardust Memory)는 《건담 시리즈》의 OVA 작품이다. 1991년부터 1992년까지 총 13화가 제작되었다. 0083으로 약칭되기도 한다.
또한 1992년에는 OVA 시리즈에 일부 신작 컷을 추가해 재편집한 극장판 《기동전사 건담 0083 지온의 잔광》(일본어: 機動戦士ガンダム0083 ジオンの残光, 영어: Mobile Suit Gundam 0083 the Afterglow of Zeon)도 공개되었다.

## 같이 보기
- 건담 시리즈
- 기동전사 건담
- 기동전사 건담 0080 주머니 속의 전쟁